# Rahačoŭ
Rahačoŭ (in bielorusso Рагачо́ў?; in russo Рогачёв?, Rogačëv; in polacco Rohaczów; in yiddish ראגאטשאוו‎?) è un comune della Bielorussia, situato nella regione di Homel'.

## Geografia
Rahačoŭ sorge presso la confluenza del Drut' nel Dnepr, a 115 km a nord-ovest di Homel' e a 115 km a sud-ovest di Mahilëŭ.

## Storia
La città viene menzionata per la prima volta nel 1142 nelle cronache russe. Dalla fine del XIII secolo fece parte del Granducato di Lituania e poi della Confederazione polacco-lituana. Nel 1772 il distretto di Rahačoŭ fu annesso all'Impero russo in seguito alla prima spartizione della Polonia.
Il 16 luglio 1863 il proprietario terriero locale Tomasz Hryniewicz fu giustiziato qui da un plotone di esecuzione russo per aver guidato il distaccamento Rahačoŭ degli insorti polacchi. Nel 1897 vivevano a Rogačëv 1.303 ebrei, pari al 94% della popolazione totale.
Nel 1920, durante la guerra sovietico-polacca, la cavalleria di Budënnyj perpetrò un pogrom, in cui furono assassinati più di 30 ebrei e molte proprietà ebraiche furono saccheggiate. 
Rogačëv fu occupata dai tedeschi all'inizio di luglio 1941 durante l'operazione Barbarossa. Gli ebrei furono ghettizzati in una strada sorvegliati dalla Polizia Ausiliaria Ucraina. Tra l'agosto e il settembre 1941 saranno massacrati in tre grandi esecuzioni di massa. Solo alcuni professionisti, utili agli occupanti nazisti, verranno risparmiati e inviati nel ghetto di Novograd-Volynskij.
Rogačëv fu liberata dall'Armata Rossa nei primi mesi gennaio 1944.